# Buone notizie
Buone notizie è il decimo album in studio del gruppo musicale italiano Banco del Mutuo Soccorso, pubblicato nel 1981 dalla CBS.

## Tracce
Testi e musiche di Francesco Di Giacomo, Vittorio Nocenzi e Gianni Nocenzi, eccetto dove indicato.
Lato A
1. Taxi – 5:42
2. Canzone d'amore – 5:09
3. Sì, ma sì – 4:40
4. Buonanotte, sogni d'oro – 5:16

Lato B
1. Baciami Alfredo – 5:35
2. Michele e il treno – 6:02
3. AM/FM – 2:45 (Vittorio Nocenzi, Rodolfo Maltese)
4. Buone notizie – 4:38

## Formazione
Gruppo
- Francesco Di Giacomo - voce
- Vittorio Nocenzi - pianoforte elettrico, pianoforte acustico, sintetizzatore, voce
- Gianni Nocenzi - sintetizzatore, pianoforte elettrico
- Rodolfo Maltese - chitarra elettrica, tromba in Sib, voce
- Gianni Colajacomo - basso
- Pierluigi Calderoni - batteria

Altri musicisti
- Karl Potter - percussioni
- Gigi Tonet - sintetizzatore

Note aggiuntive
- Banco del Mutuo Soccorso, Luigi Mantovani - produttori
- Beppe Cantarelli, Vittorio Nocenzi, Gianni Nocenzi, Rodolfo Maltese - arrangiamenti
- Piero Bovin - tecnico del suono
- Mauro Cauchi - assistente tecnico del suono
- Piero Bovin, Gianni Nocenzi, Vittorio Nocenzi e Luigi Mantovani - missaggio
- Marco Inzadi - transfert[1]